# Бабаев, Илья Юрьевич
Илья Юрьевич Бабаев (род. 10 января 1989, Краснознаменский (Московская область) — российский регбист, заслуженный мастер спорта России, защитник команды «Локомотив-Пенза».

## Биография

### Клубная карьера
Регби начал заниматься в 11 лет. Первый тренер - Фешин Денис Владимирович. В команде ВВА-Подмосковье с 2010 года. Многократный призёр чемпионата России по регби, чемпион России по регби-7. В 2020 году перешел в «Локомотив-Пенза» на правах аренды, но в марте 2021 года подписал уже полноценный контракт на сезон 2021/22, который позже был продлён ещё на 1 год.

### Карьера в сборной
С 2011 года вошёл в состав сборной России по регби-7. Чемпион Европы по регби-7.
В турнирах Мировой серии — 133 матча, 97 очков (по состоянию на май 2020 г.).

## Достижения
- Многократный призёр чемпионата России по регби
- Чемпион России по регби-7
- Чемпион Европы по регби-7